# Oath Keepers

Logo

Die Oath Keepers („Bewahrer des Eides“ oder „Eidwächter“) sind eine rechtsextreme, staatsfeindliche Miliz in den Vereinigten Staaten, die nach eigener Beschreibung eine Vereinigung aktiver und ehemaliger Angehöriger von Polizei, Militär, Rettungssanitätern, Feuerwehr und ähnlichen Hilfsorganisationen ist, in deren Kreisen sie aktiv rekrutiert. Der Name bezieht sich auf den bundesstaatlichen Amtseid auf die Verfassung der Vereinigten Staaten und speziell auf den Teil, der verlangt, „die Verfassung gegen alle ausländischen und inländischen Feinde zu verteidigen“ (englisch to defend the Constitution against all enemies, foreign and domestic).

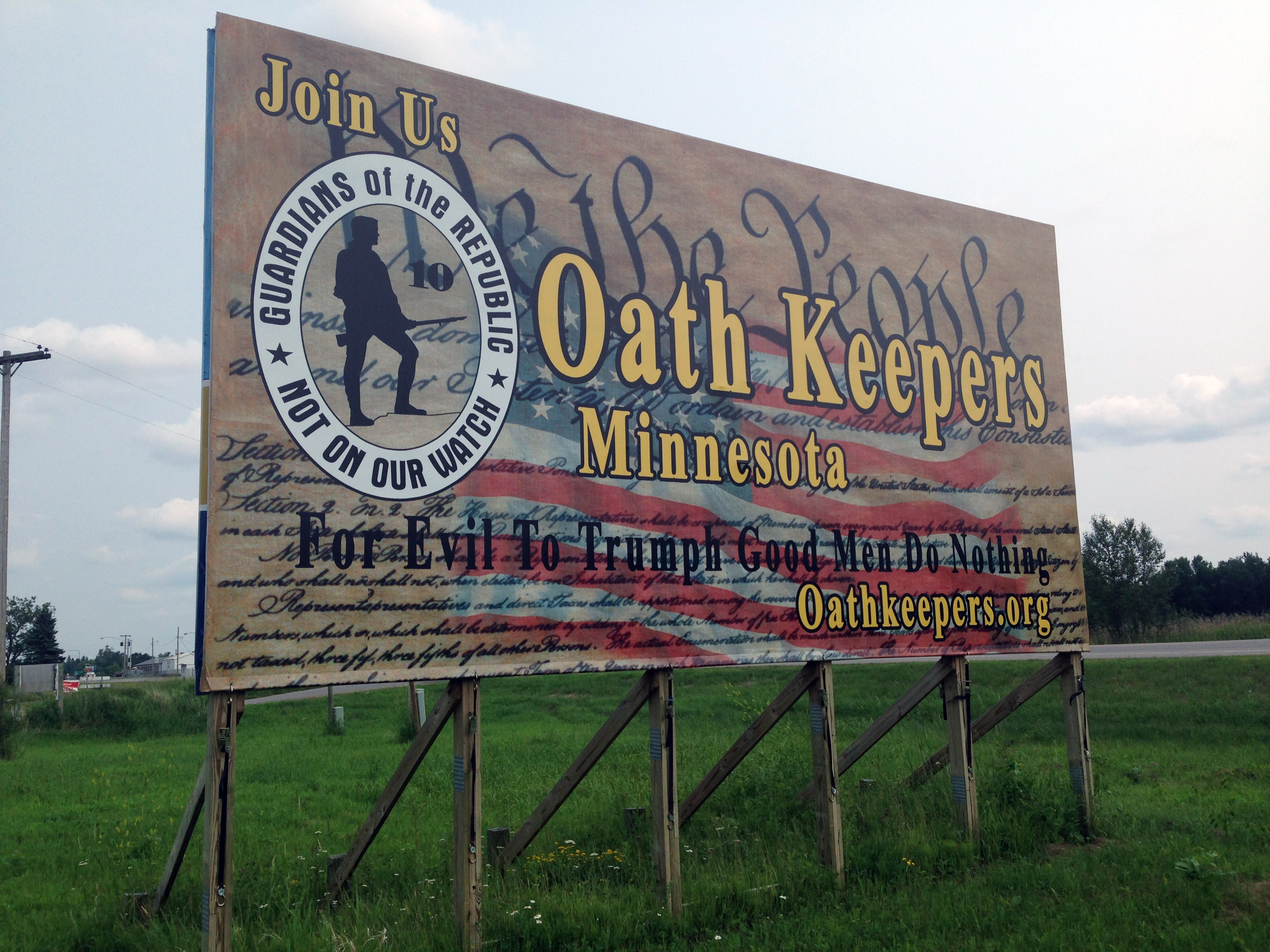
Werbebanner in Pine River, Minnesota, Juli 2015

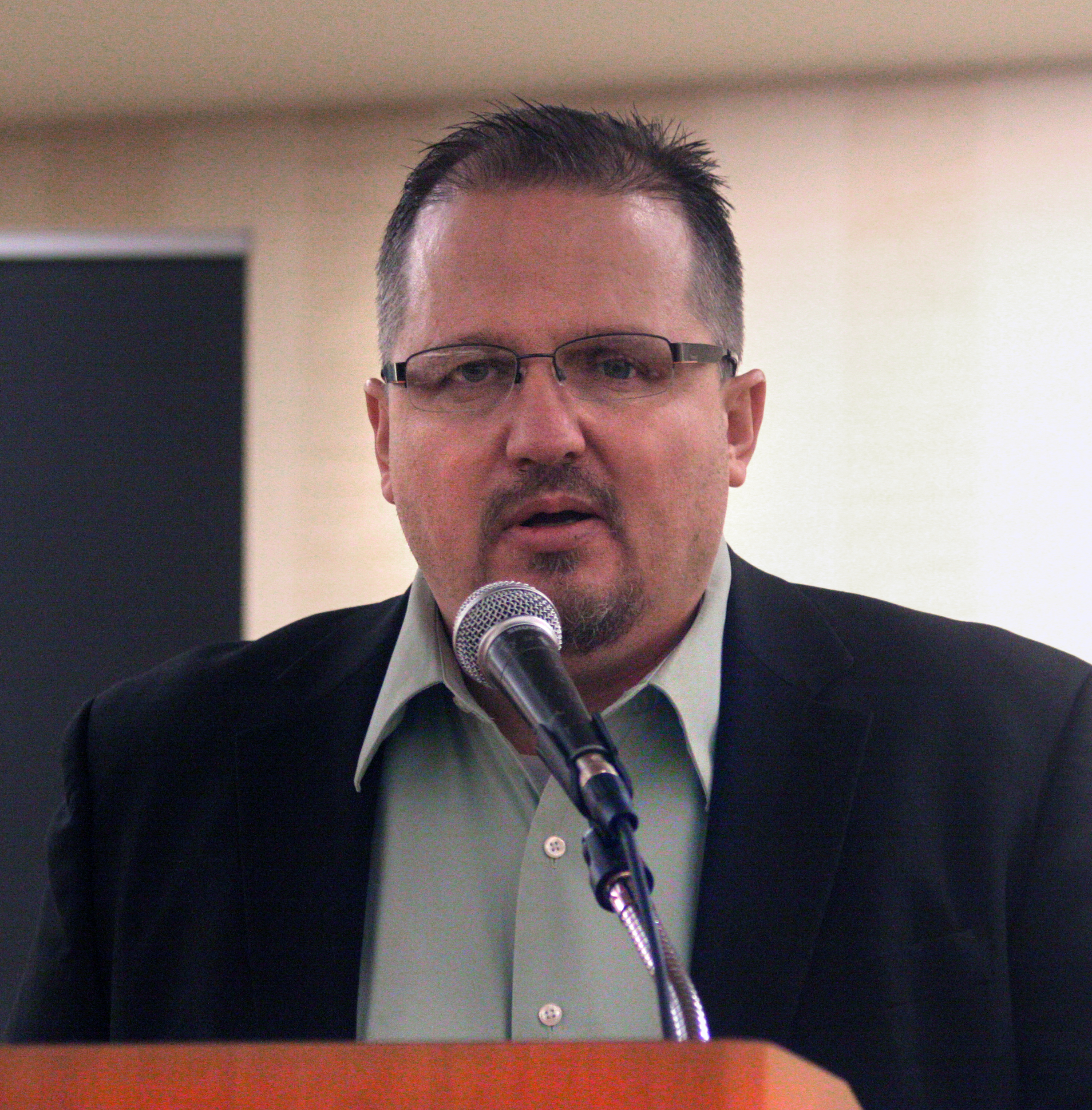
Stewart Rhodes, 2011

## Organisation
Die Organisation gilt als Teil des Patriot Movement. Nach eigenen Angaben hat sie rund 35.000 Mitglieder (Stand 2016), doch wird diese Zahl angezweifelt: die antirassistische Bürgerrechtsorganisation Southern Poverty Law Center hält diese Zahl für weit übertrieben. Dennoch gilt sie als eine der größten radikalen „antigovernment organizations“ in den USA.
Das Southern Poverty Law Center und die Anti-Defamation League sowie zahlreiche Medien ordnen die Oath Keepers durchgängig als extremistisch und auf dem Fundament eines gefestigten Weltbildes rechter Verschwörungstheorien stehend ein. Das FBI beschreibt die Oath Keepers als eine „paramilitärische Organisation“ und eine „große, aber locker organisierte Sammlung von Milizen, die glauben, dass die Regierung von einer schattenhaften Verschwörung kooptiert wurde, die versucht, amerikanische Bürger ihrer Rechte zu berauben“.
Die Oath Keepers befürchten eine „Neue Weltordnung“, die mit der Vernichtung der verfassungsrechtlichen Freiheiten, der Beschlagnahme von Schusswaffen, einem Verbot des zwischenstaatlichen Reisens und der Inhaftierung von US-Bürgern in Konzentrationslagern beginnt. Das Abzeichen der Organisation ist ein Minuteman, umgeben von den Schriftzügen „GUARDIANS of the REPUBLIC“ („Wächter der Republik“) und „NOT ON OUR WATCH“ („Nicht mit uns“) und der Zahl „10“. Dies bezieht sich auf zehn angebliche, geheime verfassungswidrige Anordnungen der US-Regierung, deren Befolgung ihre Mitglieder verweigern sollen. 
Die Organisation betreibt einen Onlineshop, in dem sie Fanartikel, paramilitärische Ausrüstung und Zubehör für Sturmgewehre anbietet.

## Geschichte

### Gründung
Die Organisation wurde 2009 in Nevada als Non-Profit-Organisation von dem Yale-Law-School-Absolventen und ehemaligen Fallschirmjäger der U.S. Army, Elmer Stewart Rhodes, gegründet. Rhodes hatte sich zuvor als Rechtsanwalt in Montana und als Blogger betätigt, ferner hatte er 2008 zum Wahlkampfteam von Ron Paul gehört. Ein weiteres Gründungs- und Vorstandsmitglied ist der politische Aktivist Richard Mack. Dieser gründete 2011 die Constitutional Sheriffs and Peace Officers Association (CSPOA), die eine ähnliche Zielrichtung verfolgt, ideologisch der Posse-Comitatus-Bewegung nahesteht und sich speziell an Polizeiangehörige richtet. Mack ist Lobbyist für die Organisation Gun Owners of America.
Die Oath Keepers unterhielten in ihrer Frühzeit Kontakte zur Tea-Party-Bewegung. Mit dieser und der John Birch Society waren sie in einer losen Allianz namens Friends for Liberty verbunden. Kommentatoren sprachen von einer Unterwanderung der Tea-Party-Bewegung durch die Oath Keepers.
Als Vollmitglieder können aktive und ehemalige Angehörige von Polizei, Militär und Sicherheitsorganen sowie sogenannter „first responder“ (Rettungsdienste, Katastrophenschutz) eintreten. Nichtangehörigen dieser Institutionen steht eine assoziierte Mitgliedschaft zur Verfügung.

### Zielsetzung
Die Gründung erfolgte als direkte Reaktion auf die Wahl des ersten schwarzen Präsidenten Barack Obama. Rhodes erklärte in einem Blog, das primäre Ziel der Organisation sei, die „Zerstörung der amerikanischen Freiheit“ abzuwenden, indem man eine „ausgewachsene totalitäre Diktatur“ daran hindere, an die Macht zu kommen.
Die Grundannahme der Oath Keepers ist, dass die US-amerikanische Bundesregierung die Freiheit der Bürger abschaffen will. Erklärtes Ziel ist der Schutz der amerikanischen Bürger vor staatlichen Übergriffen durch Bundesbehörden, insbesondere durch das Bureau of Land Management, die Umweltschutzbehörde Environmental Protection Agency und die Food and Drug Administration. Ein besonderer Schwerpunkt liegt auf der Ablehnung jeglicher Kontrolle privaten Waffenbesitzes. Sie kultivieren das Image entschiedenen, aber gesetzestreuen Widerstands gegen staatliche Tyrannei. Dazu sollen aktive und ehemalige Vollzugsbeamte und Militärs geschult und sensibilisiert werden, Befehle zu erkennen und zu verweigern, die sich nach Meinung der Organisation gegen die Verfassungsrechte der Bürger richten. Zentrales Element ist die Liste der „Ten orders I will not obey“, auf die Neumitglieder einen Eid ablegen müssen. Dies wurde so eingeschätzt, dass nicht ernsthaft mit der Erteilung derartiger Befehle durch Bundesbehörden zu rechnen sei, sondern sich darin vielmehr die extreme Haltung der Organisation widerspiegele. Ihre Grundüberzeugungen mit der Verschwörungstheorie einer Weltregierung als Kern schürten irrationale Ängste, verstärkten regierungsfeindliche Gefühle und gäben ihnen ein Ziel.

## Standpunkte
In der Praxis vertreten die Oath Keepers soziale und ökonomische Standpunkte, die als libertär-rechtsextrem angesehen werden und Ähnlichkeiten zu den Ideen der John Birch Society aufweisen. Sie verbreiten Verschwörungstheorien, denen zufolge die Vereinigten Staaten von einer verdeckt sozialistischen Regierung beherrscht würden, die die Bevölkerung entwaffnen wolle, um sie schutzlos einer Militärintervention auszusetzen. Ihr libertäres Verständnis von Privateigentum lässt Einschränkungen der Landnutzung durch Bundesgesetze, etwa zum Zwecke des Umweltschutzes, nicht zu. Es wurden personelle Schnittmengen mit vergleichbaren Gruppierungen wie den Three Percenters festgestellt.
Standpunkte der Oath Keepers sind unter anderem:
- Die US-Regierung wird eine Naturkatastrophe, Pandemie oder ein vergleichbares Ereignis als Vorwand nutzen, um das Kriegsrecht zu verhängen, die Freiheitsrechte der US-Amerikaner einzuschränken, Reiseverbote zu erlassen, private Schusswaffen einzuziehen und Bürger massenhaft in Konzentrationslager zu verschleppen.
- Die Vereinten Nationen sind ein Werkzeug der New World Order, um die Souveränität der Vereinigten Staaten zu untergraben.
- Der umstrittene National Defense Authorization Act von 2012 diene dazu, Bürger als feindliche Kombattanten einzustufen und mittels Kampfdrohnen zu töten. Angehörige der Prepperszene stufe die US-Regierung schon jetzt als künftige militärische Gegner ein.
- Der Besitz von Sturmgewehren und militärischen Waffen durch Privatpersonen sei ein Freiheitsrecht. Eine Bürgermiliz müsse laut Stewart Rhodes jederzeit in der Lage sein, die Feuerkraft einer militärischen Einheit in Zugstärke zu entwickeln, um ihre Freiheit zu verteidigen.[4]
- Die Präsidentschaftswahl in den Vereinigten Staaten 2020 sei gefälscht worden und ein „Schwindel“.[13] Bereits zuvor hatte Stewart Rhodes angegeben, die Wiederwahl Donald Trumps als US-Präsident sei sicher. Er wisse jedoch von einem bevorstehenden Wahlbetrug in großem Stil, durch den legitime Stimmen vernichtet und gefälschte Stimmen eingeschleust werden sollten.[14]
- Faktisch bestehe ein nicht erklärter Kriegszustand zwischen den Vereinigten Staaten und dem Angreifer, der Volksrepublik China.[15]

## Aktivitäten

### Frühere Aktivitäten
Seit 2014 traten die Oath Keepers wiederholt in Erscheinung. Während der Krawalle in Ferguson (Missouri) infolge des Todes von Michael Brown postierten sich bewaffnete Personen, die der Gruppe zugeordnet wurden, auf Hausdächern und verstießen damit gegen eine polizeiliche Anordnung. Am Jahrestag des Todes von Brown traten vier schwer bewaffnete Mitglieder der Gruppe erneut in Ferguson auf. Sie gaben an, einen Mitarbeiter des als Verbreiter von Verschwörungstheorien eingeschätzten Medienunternehmers Alex Jones zu beschützen. Der örtliche Polizeichef erklärte, die Anwesenheit der Gruppenmitglieder sei überflüssig und heize die Situation an. Der Vorfall erweckte die Aufmerksamkeit der internationalen Presse.
Bei Landnutzungskonflikten zwischen Privatpersonen und Bundesbehörden traten die Oath Keepers wiederholt als bewaffnete Gruppe auf, die sich gegen Polizei und Bundesbehörden positionierte; so bei der Besetzung des Malheur National Wildlife Refuge und den Streitigkeiten um den ungenehmigten Betrieb der Sugar Pine Mine in Josephine County, Oregon. Dabei kooperierten sie mit ähnlichen Gruppierungen wie den Three Percenters.
Nach einem mutmaßlich islamistisch motivierten Anschlag auf ein Werbebüro des US-Militärs in Chattanooga im Juli 2015 postierten sich Mitglieder der Organisation vor Werbebüros an verschiedenen Orten, um diese zu schützen. Daraufhin untersagte das US-Militär den Angehörigen der betroffenen Einrichtungen jede Kooperation mit bewaffneten Zivilisten; diese seien als Bedrohung für die Sicherheit zu betrachten.
Vor der Präsidentschaftswahl in den Vereinigten Staaten 2016 sagte Stewart Rhodes voraus, die Demokratische Partei bereite einen Wahlbetrug in „industriellem Maßstab“ vor, um Hillary Clinton an die Macht zu bringen. Ein Wahlsieg Clintons würde zu einem offenen Bürgerkrieg führen. Rhodes kündigte an, Mitglieder der Gruppe würden sich inkognito und notfalls verkleidet in Wahllokalen aufhalten und auf Unregelmäßigkeiten achten. Wiederkehrendes Motiv waren dabei angebliche „Busladungen“ illegitimer Wähler, die von Wahllokal zu Wahllokal gefahren würden.
Nach dem Schulmassaker von Parkland 2018 rief Stewart Rhodes die Mitglieder auf, bewaffnete Wachen vor Schulen aufzustellen, solange die „idiotischen Gesetze“, die das Tragen von Waffen in Schulen durch Lehrkräfte verbieten, in Kraft seien. In einigen Fällen wurde diesem Aufruf Folge geleistet. Unter Lehrern stieß Rhodes’ Aufruf auf Ablehnung.
Mit Bezug auf die landesweiten Demonstrationen und Krawalle nach der Tötung George Floyds und die Proteste in Kenosha erklärte Stewart Rhodes, die US-amerikanische Antifa und die Black-Lives-Matter-Bewegung unternähmen den Versuch eines „offenen kommunistischen Aufstandes“. Präsident Donald Trump solle den Bürgerkriegsfall ausrufen und die Nationalgarde einsetzen, um den Aufstand niederzuschlagen. Tue er es nicht, übernähme seine Organisation dies selbst. Der Kurznachrichtendienst Twitter sperrte daraufhin die Konten von Rhodes und der Organisation.
Als Teilnehmer des „Million MAGA March“ am 14. November 2020 in Washington, D.C. sagte Rhodes, über die Hälfte der US-amerikanischen Bevölkerung erkenne die Wahl Joe Bidens nicht an. Dies bedeute, dass man wie die Gründerväter der Vereinigten Staaten alles, was er als Präsident entscheide, für nichtig erklären und Widerstand leisten werde. Ebenfalls am 14. Dezember veröffentlichte Rhodes einen offenen Brief an Präsident Trump, in dem er verlangte, er solle im Amt bleiben. Er erklärte darin, dass bereits ein Kriegszustand mit China und anderen verfeindeten Mächten sowie deren heimischen Verbündeten und Marionetten bestehe. Rhodes forderte, der Präsident solle das Militär in die volle Einsatzstufe DEFCON 1 versetzen, unter Berufung auf den Insurrection Act das United States Special Operations Command, und „zuverlässige Militärverbände“ einsetzen, um die „heimischen Verräter“ zu bekämpfen, alle Datenbanken der CIA, des FBI, der NSA sowie alle Wahlunterlagen im Besitz von Wahlbehörden beschlagnahmen lassen. Ferner solle er alle Beweise gegen die „korrupten und kompromittierten Eliten“ veröffentlichen, die mit der chinesischen Regierung zusammengearbeitet hätten, um die Präsidentschaftswahlen zu unterlaufen. Durch einen orchestrierten massenhaften Wahlbetrug wolle die chinesische Regierung und ihre inländischen feindlichen Verbündeten ihre illegitimen Marionetten Joe Biden und Kamala Harris im Weißen Haus installieren, „mit ihren verräterischen Fingern auf den Startcodes für die Nuklearwaffen.“ Trump müsse alle Reservisten, die Nationalgarde sowie alle wehrfähigen Amerikaner zwischen 17 und 45 Jahren mit deren eigenen Waffen einberufen, um die zu erwartenden Aufstände der seit Monaten von in- und ausländischen Feinden bewaffneten und ausgerüsteten Linken niederzuschlagen. Versage er dabei, werde das Volk einen blutigen Bürgerkrieg führen müssen, um den illegitimen „Deep State“ und die chinesische Marionettenregierung abzuschütteln. Der offene Brief wurde am 13. Januar 2021 auf der zwischenzeitlich unerreichbaren Webseite der Organisation veröffentlicht.

### Sturm auf das Kapitol in Washington 2021
Die Organisation beteiligte sich am Sturm auf das Kapitol in Washington 2021. Stewart Rhodes, der selbst dort war, bezeichnete die Teilnehmer der Proteste als „wütende Patrioten“, die es nicht hinnähmen, dass ihnen die rechtmäßige Regierung „gestohlen“ würde. Hierbei würden sie sich auf den Spuren der Gründerväter der amerikanischen Republik bewegen. Die Wahl sei gestohlen, das Volk habe keine wirksame Vertretung mehr, die Gesetzgebungsorgane seien angemaßt. Man werde jetzt sehen müssen, was Präsident Trump unternehme. Rhodes bestritt, dass Mitglieder der „Oath Keepers“ das Kapitol betreten oder Gewalt angewendet hätten. Auf Fahndungsfotos, die das Metropolitan Police Department of the District of Columbia veröffentlichte, sind jedoch Personen mit „Oath-Keepers“-Abzeichen zu erkennen, die sich im Gebäude befinden, so der Musiker Jon Schaffer. Sie trugen dabei teilweise ballistische Schutzausrüstung.
Der Generalstaatsanwalt von Washington (Attorney General of the District of Columbia) verklagte im Dezember 2021 die Organisationen Proud Boys, Oath Keepers und mehr als 30 ihrer Anführer und Mitglieder. Sie sollen sich laut der Zivilklage verschworen haben, Washington zu „terrorisieren“, indem sie den Sturm auf das Kapitol planten, bewarben und daran teilnahmen. Beide Klagen basieren auf dem Ku Klux Klan Act, einem Gesetz aus dem Jahr 1871. Am 13. Januar 2022 entschied sich eine Grand Jury in Washington, D.C. für eine staatsanwaltliche Anklage von Stewart Rhodes und zehn anderen Personen wegen „aufrührerischer Verschwörung“ (seditious conspiracy) aufgrund ihrer Rolle bei der Erstürmung des Kapitols. Der Prozess gegen Rhodes und die Mitangeklagten begann am 26. September 2022. Laut Anklageschrift plante Rhodes die Erstürmung des Kapitols von langer Hand. Er soll Mitglieder seiner Gruppierung per Telefon und Textnachrichten dirigiert und auch nach dem 6. Januar weiter Waffen und andere Ausrüstungsgegenstände für einen Umsturzversuch beschafft haben. Am 30. November 2022 wurde in dem Prozess das Urteil gefällt; die Geschworenenjury befand Rhodes für schuldig. Das Strafmaß wurde am 25. Mai 2023 verkündet. Wegen „aufrührerischer Verschwörung“ wurden Rhodes 18 Jahre Haft auferlegt. Es ist die bislang höchste Strafe bei Verfahren gegen mehr als 1000 angeklagte Personen.